# Steno długonosy
Steno długonosy, delfin długonosy (Steno bredanensis) – gatunek ssaka z rodziny delfinowatych (Delphinidae), jedyny przedstawiciel rodzaju Steno.

## Systematyka
Takson po raz pierwszy opisany przez G. Cuviera w 1828 roku pod nazwą Delphinus bredanensis. Opis ukazał się w dziele R.P. Lessona, Histoire naturelle générale et particulière des mammifères et des oiseaux. Jako miejsce typowe autor wskazał wybrzeża Francji. Jedyny przedstawiciel rodzaju Steno – steno, utworzonego przez J.E. Graya w 1846 roku.

## Charakterystyka
Z natury niezbyt liczny, ten duży delfin spotykany jest w pelagicznych tropikalnych wodach po ciepłe w różnych częściach wszechoceanu. Żyje w małych grupach około 3-4 osobników.
Te walenie zawdzięczają swoją nazwę długiemu dziobowi, ukształtowanemu jakby delfin się uśmiechał. Są szare, gdzieniegdzie w białe plamy.
Delfiny te dają się tresować ludziom, ale częściej niż w delfinariach, ludzie korzystają z ich pomocy w różnych projektach podwodnych, np. naprawie sprzętu ustawionego na dnie morskim.